# Moritz Naumann

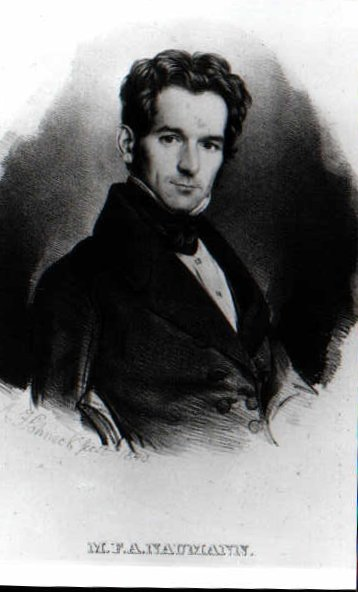
M. E. A. Naumann. Kreidelithographie von Adolf Hohneck 1840

Moritz Ernst Adolph Naumann (* 7. Oktober 1798 in Dresden; † 19. Oktober 1871 in Bonn) war ein deutscher Mediziner und Hochschulprofessor.

## Leben
Moritz Naumann war ein Sohn des Komponisten Johann Gottlieb Naumann, sein älterer Bruder war der Mineraloge Carl Friedrich Naumann. Sein Studium betrieb er abwechselnd an der Friedrich-Wilhelms-Universität Berlin und an der Universität Leipzig, wo er 1820 promovierte und 1824/25 als Privatdozent lehrte. 1825 ging er als außerordentlicher Professor nach Berlin, 1828 schließlich als ordentlicher Professor an die Rheinische Friedrich-Wilhelms-Universität Bonn. Dort war er 1842/43 sowie 1865/66 Rektor der Universität und zwischen 1851 und 1864 Direktor des klinischen Instituts. 1864 legte er die Leitung der Klinik nieder. Er starb 1871 in Bonn.
Naumann hielt Veranstaltungen über Medizingeschichte, medizinische Geografie, Klimatologie und Balneologie und verfasste zahlreiche medizinische Schriften. Sein Hauptwerk ist das Handbuch der medicinischen Klinik. Im Wintersemester 1835/36 schrieb sich Karl Marx in seine Vorlesung „Encyklopädie und Methodologie der Medizin“ ein.

## Familie
Naumann heiratete am 22. April 1824 in Dresden Henrietta Kaskel, Tochter des Dresdener Bankiers Michael Kaskel. Das Paar bekam mehrere Kinder, darunter
- Emil Naumann (1827–1888), Komponist, Kirchenmusiker und Musikschriftsteller,
- Ida Naumann, spätere Becker (1832–1897), Sängerin und Komponistin.

## Werke (Auswahl)
- Kritische Untersuchung der allgemeinen Polaritätsgesetze. Adolph Wienbrack, Leipzig 1822 (Digitalisat).
- Ueber die Grenzen zwischen Philosophie und Naturwissenschaften. Adolph Wienbrack, Leipzig 1823 (Digitalisat).
- Einige Bemerkungen über das Gemein-Gefühl, im gesunden und im krankhaften Zustande. A. Wienbrack, Leipzig 1824 (Digitalisat).
- Ueber das Bewegungsvermögen der Thiere. A. Wienbrack, Leipzig 1824 (Digitalisat).
- Handbuch der medicinischen Klinik. 8 Bände. Berlin 1829–30; 2. Auflage 1847.
- Grundzüge der Contagienlehre. Eduard Weber 1833 (Digitalisat).
- Metaphysisches in der Physiologie. Eduard Weber, Bonn 1848 (Digitalisat).
- Vermischte Schriften physiologischen und psychologischen Inhalts. Eduard Weber, Bonn 1850 (Digitalisat).
- Ergebnisse und Studien aus der medicinischen Klinik zu Bonn. I. Engelmann, Leipzig 1860 (Digitalisat).
- Ergebnisse und Studien aus der medicinischen Klinik zu Bonn. II. Engelmann, Leipzig 1860 (Digitalisat).
- Beiträge zur Vor- oder Anrede der zehnten Auflage der von Dr. Ludwig Büchner verfassten Schrift „Kraft und Stoff“. Cohen, Bonn 1869.
- Die Naturwissenschaften und der Materialismus. Cohen, Bonn 1869 (Digitalisat).